# Giulio Carpegna

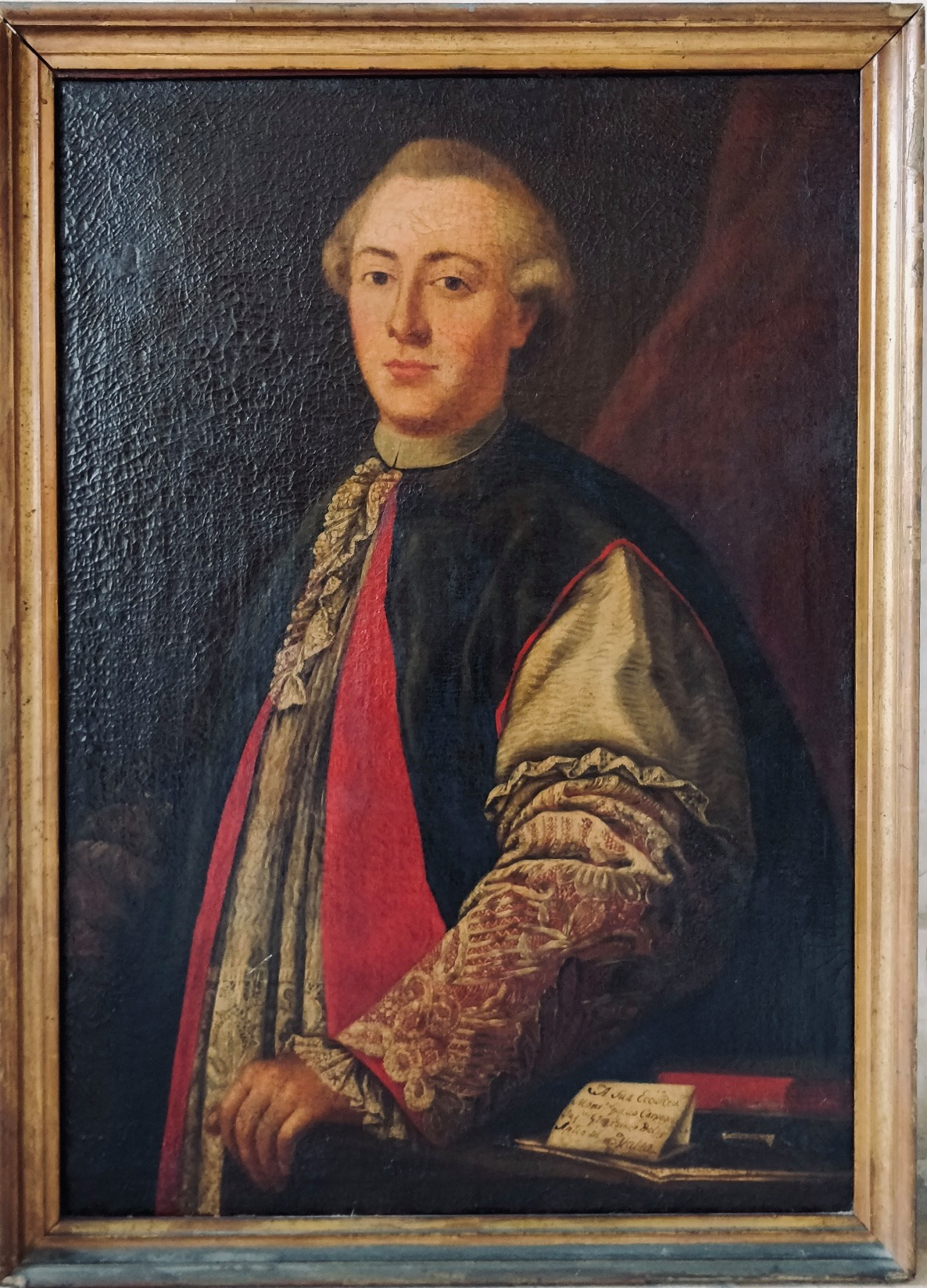
Giuseppe Pace, Giulio Carpegna, 1794

Giulio Carpegna (* 6. Oktober 1760 in Rom; † Dezember 1826 ebenda; auch Giulio di Carpegna) war ein italienischer päpstlicher Diplomat und der letzte Inquisitor in Malta. 

## Leben
Er entstammte einer von Benedikt XIV. in den päpstlichen Adelsstand erhobenen Familie, aus der auch die Kardinäle Ulderico Carpegna (1595–1679) und Gaspare Carpegna (1625–1714) stammten. Zudem war er ein Verwandter des Kardinals Giulio Gabrielli (1748–1822). Giulio Carpegna studierte am Collegio Clementino und trat 1777 als Apostolischer Protonotar in den Dienst der Kurie.
Papst Pius VI. ernannte ihn am 7. August 1792 zum Inquisitor und Apostolischen Visitator von Malta, in dieser Position war Giulio Carpegna einem Legaten gleichgestellt. Am 24. Januar 1793 traf er in Malta ein. Während seiner Amtszeit wurde 1797 Ferdinand von Hompesch zu Bolheim zum Großmeister des Malteserordens gewählt. Kurz vor der Eroberung der maltesischen Inseln durch napoleonische Truppen wurde er nach Rom zurückbeordert und floh am 26. Mai 1798. In Rom wurde er Mitglied der Giunta di Stato (Staatsrat), die vom Königreich Neapel im Zuge der ersten Wiederherstellung des Kirchenstaates ins Leben gerufen wurde. Als Apostolischer Protonotar nahm er am Einzug Pius VII. am 3. Juli 1800 teil. Giulio Carpegna wurde am 23. Februar 1801 Sekretär der Ritenkongregation. Wenig später erlitt er eine fast vollständige Lähmung, die ihm nur noch seine geistigen Fähigkeiten beließ. Seine Aufgaben als Sekretär der Ritenkongregation wurden von Koadjutoren mit dem Recht der Nachfolge wahrgenommen.
Giulio Carpegna starb im Dezember 1826 in Rom.